# Sight & Sound
Sight & Sound (S&S) är en brittisk filmtidskrift som utges en gång i månaden av British Film Institute (BFI).
Sight & Sound har bättre rykte än andra filmtidskrifter. Enligt tidskriften recenserar den alla filmpremiärer varje månad, inklusive de som har en begränsad premiär, som till exempel "konstfilmer", till skillnad från andra tidskrifter som fokuserar på de stora filmerna. Sight & Sound har dessutom också en hel medverkandelista för varje recenserad film. Tidskriften har flera gånger blivit kritiserad, till exempel av Raymond Durgnat. Durgnats kritik har handlat om anklagelser om elitism, puritanism och "övre medelklass-snobberi", trots att han själv skrev för tidningen under 1950-talet.

## Historia
Sight & Sound publicerades för första gången 1932. 1934 lades ansvaret för utgivandet hos BFI, som fortfarande utger tidskriften. Sight & Sound utgavs en gång i kvartalet under större delen av dess historia fram till tidigt 1990-tal, bortsett från en kort period under 1950-talet. 1991 slogs den ihop med en annan tidskrift av BFI, Monthly Film Bulletin, och började ges ut varje månad.
Tidskriftens redigerades av Gavin Lambert mellan 1949 och 1955. I 35 år, mellan 1956 och 1990 redigerades den av Penelope Houston och senare i sin nya form av Philip Dodd. Från 1997 till 2019 var Nick James chefredaktör. Rollen övertogs därefter av Mike Williams, tidigare chefredaktör för musiktidskriften NME.

## Sight & Sounds omröstningar
Var tionde år, med start 1952, frågar Sight & Sound en internationell grupp av filmkritiker om deras topp 10-lista över de bästa filmerna någonsin (Critics' Top Ten Poll). Denna utfrågning har kommit att bli en av de viktigaste av "bästa film"-listorna. Från och med 1992 började man även skicka ut omröstningen till filmskapare (Directors' Top Ten Poll).
Sight & Sound har också haft omröstningar om vilka som är de bästa filmregissörerna (kritikernas respektive filmskaparnas tio-i-topp, 2002) och de bästa dokumentärfilmerna (kritikernas tio-i-topp, 2014) genom tiderna.

### Kritikernas tio-i-topp (Critics' Top Ten Poll)
Den första utfrågningen 1952 toppades av Cykeltjuven (1948) medan de fem följande, 1962–2002, vanns av En sensation (1941, Citizen Kane). 2012 vann Alfred Hitchcocks Studie i brott (1958) medan 2022 var det Chantal Akermans Jeanne Dielman, 23, quai du Commerce, 1080 Bruxelles (1975).

### Filmskaparnas tio-i-topp (Directors' Top Ten Poll)
Både den första och den andra utfrågningen, 1992 och 2002, toppades av En sensation (1941, Citizen Kane). 2012 vann den japanska filmen Föräldrarna (1953) och 2022 var det Stanley Kubricks År 2001 – ett rymdäventyr (1968).